# Lasiancistrus planiceps
Lasiancistrus planiceps es una especie de peces de la familia Loricariidae en el orden de los Siluriformes.

## Morfología
Los machos pueden llegar alcanzar los 23,5 cm de longitud total.

## Distribución geográfica
Se encuentran en Centroamérica: cuencas de los ríos  Tuira y  Sambu.